# Пескосансонеско
Пескосансонеско (итал. Pescosansonesco) — коммуна в Италии, расположена в регионе Абруццо, подчиняется административному центру Пескара.
Население составляет 556 человек, плотность населения составляет 31 чел./км². Занимает площадь 18,46 км². Почтовый индекс — 65020. Телефонный код — 085.
Покровителем коммуны почитается святой Иоанн Предтеча, празднование 24 июня.

## Известные уроженцы
- Нунцио Сульприцио (1817—1836) — католический святой.